# Svartholmen (vid Kalkstrand, Sibbo)
Svartholmen är den nordligaste delen av Löparö i Finland.   Den ligger i kommunen Sibbo i landskapet Nyland, i den södra delen av landet, 28 km öster om huvudstaden Helsingfors.